# سنت‌گالوشکر
سنت‌گالوشکِر (به مجاری:  Szentgáloskér) یک منطقهٔ مسکونی در مجارستان است که در ناحیه کاپوشوار واقع شده‌است. سنت‌گالوشکِر ۲۷٫۲۵ کیلومتر مربع مساحت و ۴۹۵ نفر جمعیت دارد.